# Hakenstedt
Hakenstedt ist ein Ortsteil der Gemeinde Erxleben im Landkreis Börde in Sachsen-Anhalt.

## Geografie
Die nächsten Ansiedlungen sind im Uhrzeigersinn Uhrsleben (2 km), Groppendorf (2 km), Ovelgünne (4 km) und Eilsleben (6 km).
Groppendorf war ehemals ein Ortsteil von Hakenstedt.

## Geschichte
Die erste urkundliche Erwähnung datiert aus dem Jahr 1142. Dem Ortsnamen nach ist Hakenstedt aber wesentlich älter. Hakenstedt, vormals gelegen am fischreichen Selschen See, ist als Fischerdorf gegründet worden. An den Ufern des ehemaligen Sees finden sich auch heute noch Zeugen aus vorgeschichtlicher Zeit, sog. Wüstungen. Neben dem Ort Selschen oder Selchen ist auch der Ort Klein Hakenstedt von der Landkarte, aber nicht aus den Flurbezeichnungen, verschwunden. Mittelpunkt des Ortes und der geschichtlichen Entwicklung ist das Stiftungsgut Hakenstedt mit über 650 Hektar Ackerfläche.
Am 30. September 1928 wurde der Gutsbezirk Hakenstedt mit der Landgemeinde Hakenstedt vereinigt.
Der Ort feierte im Jahre 1992 sein 850-jähriges Bestehen.
Zur Geschichte Hakenstedts gibt es neben einer Hauschronik von Kurt Schneidewind aus den 1940er Jahren eine von Kurt Bartels in der Arbeitsgemeinschaft für mitteldeutsche Familienforschung herausgegebene umfangreiche Chronik von Hakenstedt.
Durch die Vereinigung von Ohre- und Bördekreis im Juli 2007 fand eine Zusammenführung statt, die für einige Ortschaften des Bördekreises eine historische Rückkehr in den ehemaligen Landkreis Haldensleben bedeutete. Am 1. Januar 2010 wurden die bis dahin selbstständigen Gemeinden Hakenstedt, Bartensleben, Bregenstedt (31. Dezember 2009) und Uhrsleben nach Erxleben eingemeindet.

## Religion

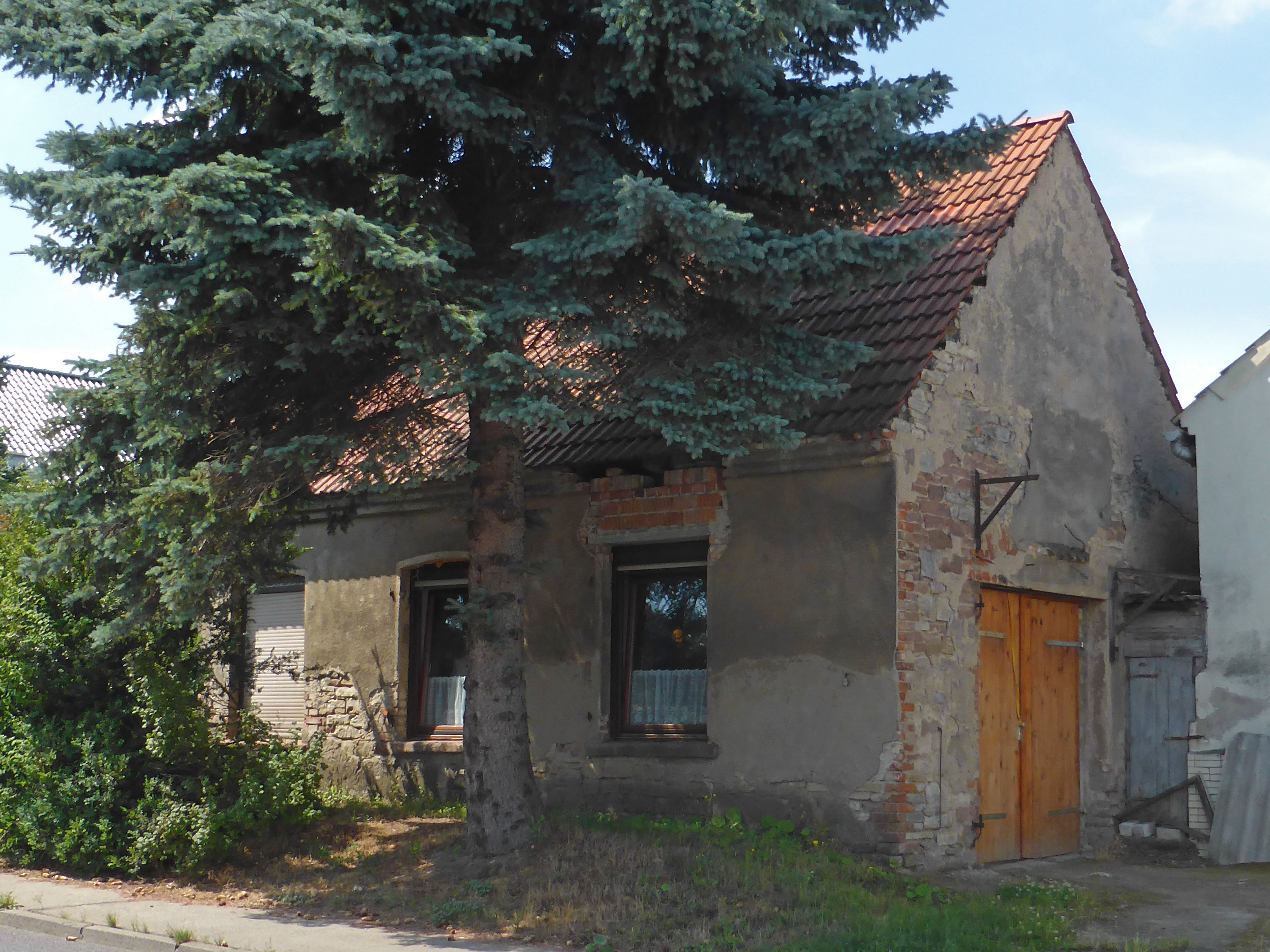
Ehemalige Schmiede, später katholische Kapelle

Mit Einführung der Reformation wurden die Einwohner und die Kirche von Hakenstedt evangelisch-lutherisch. Heute ist das einzige Kirchengebäude in Hakenstedt die St.-Marien-Kirche. Die Kirchengemeinde Hakenstedt gehört zum Pfarrbereich Erxleben im Kirchenkreis Haldensleben-Wolmirstedt der Evangelischen Kirche in Mitteldeutschland.
Nachdem sich im Zuge der Flucht und Vertreibung Deutscher aus Mittel- und Osteuropa 1945–1950 auch in Hakenstedt wieder Katholiken in größerer Zahl niedergelassen hatten, fanden in der evangelischen Kirche auch katholische Gottesdienste statt. 1961 erfolgte im Gebäude einer ehemaligen Schmiede an der Ovelgünner Chaussee die Einrichtung einer katholischen Kapelle. Am 19. November 1961 fand ihre Benediktion durch Prälat Heinrich Solbach statt, sie trug das Patrozinium Mariä Himmelfahrt. Nachdem sich im Laufe der Zeit in der DDR die Zahl der Katholiken wieder verringert hatte, wurde die Kapelle wieder profaniert. Katholische Einwohner von Hakenstedt gehören heute zur Pfarrei St. Marien mit Sitz in Oschersleben (Bode) und der nähergelegenen Herz-Jesu-Kirche im rund sechs Kilometer entfernten Eilsleben.

## Kultur und Sehenswürdigkeiten

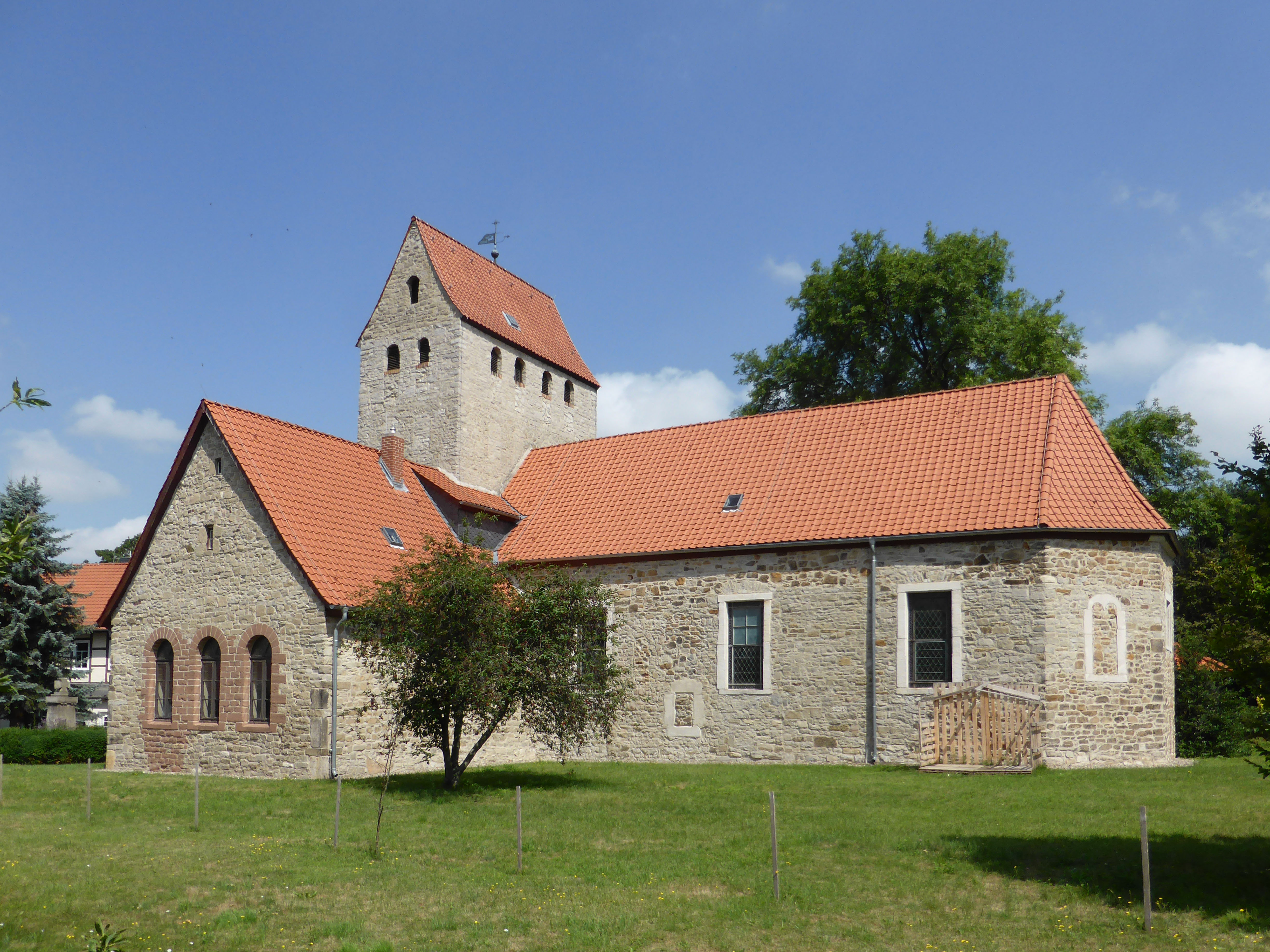
St.-Marien-Kirche

Im Ort befindet sich die evangelische St.-Marien-Kirche, die in den letzten Jahren aufwändig restauriert wurde. Die beiden noch erhalten gebliebenen Glocken stammen aus dem 11. und 16. Jahrhundert. Auch das Stiftungsgut wurde mit hohem Aufwand grundhaft saniert. Nördlich der Kirche steht der ebenfalls denkmalgeschützte Pfarrhof Hakenstedt.
Hockelstadt: In den Tischreden von Martin Luther findet sich ein Hinweis auf eine Wallfahrt nach Hockelstadt zu einem Marienbild. Wahrscheinlich handelte es sich um eine längst abgebrochene Kapelle zu Hakenstedt, worin sich ein berühmtes, wundertätiges Bild der Jungfrau Maria befand.
Das Vereinsleben wird durch die 1929 gegründete Freiwillige Feuerwehr und den Sportverein, der 2011 seinen 80. Jahrestag feiern konnte, gestaltet.

## Persönlichkeiten
- Georg Wilhelm Wahnschaffe (1710–1791). Preußischer Oberamtmann, Braunschweig-Lüneburgischer Drost, Wasserbauexperte, Landesverbesserer und vielfacher Domänen- und Rittergutsbesitzer übernahm 1778 die Domäne Hakenstedt.

- Carl Friedrich Christoph Breymann (1762–1821). Er war wesentlich an der Bildung des Elb-National-Husarenregiments am 19. November 1813 beteiligt. Mit einem Beitrag von 20.000 Talern aus eigener Tasche trug er wesentlich zur Anschaffung der Grundausstattung des Regiments der Grünen Husaren bei.

- Henning Franz Hampe (1670–1722) war Mitglied des Rats der Stadt Haldensleben und Kämmerer. Er wurde als Sohn des damaligen Pachtinhabers des Klostergutes, Amtmann Gebhard Johann Hampe und seiner Ehefrau Catharina Elisabeth Hampe, geboren. Ihm kam in der Haldensleber Stadtgeschichte des beginnenden 18. Jahrhunderts eine wichtige Rolle zu, als ihn der Churfürstliche Hof am 25. Januar 1700 „zu einem Mitglied des Rates und zu einem beständigen Kämmerer“ berief.

## Wirtschaft und Infrastruktur
Die Bundesstraße 245 nach Eilsleben führt durch das durch Trockenlegung des Seelschen Sees im 18. Jahrhundert gewonnene Seelsche Bruch. Hier fand im Zuge der Ausgleichsmaßnahmen für den Ausbau der nahegelegenen Bundesautobahn 2 in den letzten Jahren eine Renaturierung in größerem Ausmaß statt.
Die Bundesstraße 246a beginnt im Ort und führt nach Burg.
Neben einigen Gewerbebetrieben bestimmt hauptsächlich die Landwirtschaft das Geschehen im Ort. Daneben existiert ein Fahrzeuglogistikzentrum. Die Bahnstrecke Haldensleben–Eilsleben, an der der Bahnhof Hakenstedt lag, ist stillgelegt.